# Little Monsters
Little Monsters ist eine US-amerikanisch-britisch-australische Horrorkomödie von 2019. Regie der schwarzhumorigen Zombie-Komödie führte Abe Forsythe, der auch das Drehbuch schrieb. Die Hauptrollen übernahmen Alexander England und Lupita Nyong’o.

## Handlung
Der erfolglose Musiker Dave und seine Freundin Sara streiten sich, sobald sie zusammen sind. Daher ist es kein Wunder, dass die Beziehung nach neun Jahren scheitert und er aus der gemeinsamen Wohnung auszieht. Wenn Dave keine PC-Spiele spielt oder kifft, dann arbeitet er mit seiner E-Gitarre als Straßenmusiker, womit er aber kaum Geld verdient. Finanziell abgebrannt, zieht er bei seiner Schwester Tess und ihrem fünfjährigen Sohn Felix ein. Felix mag Traktoren und ist allergisch gegen Milchprodukte. Als Dave am nächsten Morgen Felix in den Kindergarten bringt, lernt er die Kindergärtnerin Miss Caroline kennen und fühlt sich zu ihr hingezogen. Dave springt daher gern ein, als eine Mutter bei einem bevorstehenden Ausflug zu einer Farm ausfällt, um in der Nähe von Miss Caroline zu sein.
Während sie unterwegs zur Farm sind, bemerken Angehörige einer Militärbasis, dass dort gefangene Zombies aus ihren Zellen ausgebrochen sind, einige der Soldaten angreifen und der Militärbasis entkommen. Auf der Farm dreht Teddy McGiggle, ein Star des Kinderfernsehens, seine neueste Show, während sich die Zombies direkt auf die Farm zubewegen. Von Miss Caroline erfährt Dave, dass sie verlobt ist, worüber er verärgert reagiert. Bei einer anschließenden Traktorfahrt wird die Klasse von Zombies angegriffen und versucht zu entkommen, doch die ganze Farm ist nun von Zombies überrannt worden, deshalb versuchen sie, zurück zum Bus zu fliehen, aber auch dieser ist von den Zombies besetzt worden. In einem Souvenirladen versucht die Gruppe Schutz zu finden, doch Teddy McGiggle hat sich dort verbarrikadiert und weigert sich, sie hineinzulassen. Dave bricht vom Dach aus in den Laden ein, verprügelt Teddy und lässt die Gruppe hinein. Felix bekommt eine allergische Reaktion, nachdem Dave ihm versehentlich Chips gab, die Milchprodukte enthalten.
Nach einem missglückten Versuch, Felix Epinephrin zu spritzen, versucht Miss Caroline Epinephrin aus Felix’ Rucksack zu holen, der im Traktor zurückgelassen wurde. Sie schafft es zurück, als Teddy versucht, sich einem Militärhubschrauber bemerkbar zu machen. Er fällt vom Dach und wird von Dave gerettet, dem Teddy offenbart, dass sein richtiger Name Nathan ist und dass er ein alkoholabhängiger Sexsüchtiger ist, der gern Sex mit alleinstehenden Müttern hat. In dieser Nacht, während Teddy und die Kinder schlafen, erzählt Dave Miss Caroline, dass sein Vater ihn verlassen hat, als er noch klein war, und dass seine Schwester sich um ihn gekümmert hat. Miss Caroline offenbart, dass ihr Verlobter sie betrogen hat und sie den Ring nur noch trägt, um alleinstehende Väter fernzuhalten. Am nächsten Tag plant das Militär, den Souvenirladen zu bombardieren, Teddy und Dave versuchen, das McGiggle-Mobil zu holen, aber Teddy verrät ihn, bevor er von einem Zombie im Auto gefressen wird. Felix kommt Dave mit dem Traktor zur Hilfe, und beide retten den Rest der Gruppe. Dave und Miss Caroline küssen sich, danach werden sie und die Kinder von Männern in Strahlenschutzanzügen weggebracht und für 48 Stunden unter Quarantäne gestellt, um eine Ansteckung zu verhindern.

## Produktion

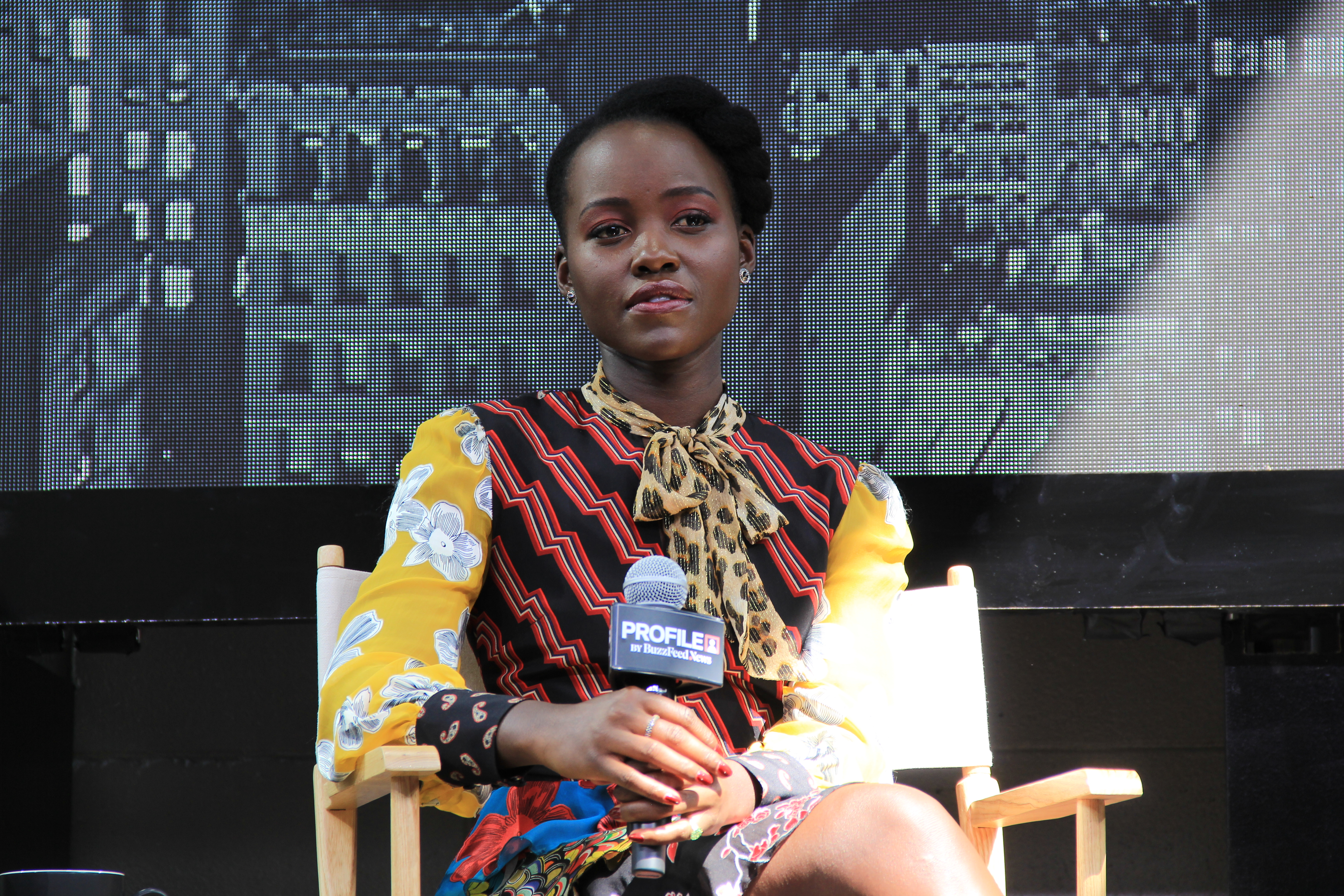
Lupita Nyong’o 2019

Little Monsters wurde von Screen Australia finanziert und produziert und in Sydney gedreht.

## Veröffentlichung
Seine Weltpremiere hatte der Film auf dem Sundance Film Festival am 27. Januar 2019. Kurz darauf erwarben Neon und Hulu die Vertriebsrechte an dem Film. Little Monsters wurde in den Vereinigten Staaten in einer limitierten Auflage am 8. Oktober 2019 veröffentlicht, gefolgt von digitalem Streaming auf Hulu am 11. Oktober 2019. Im Vereinigten Königreich wurde er am 15. November 2019 veröffentlicht.

## Rezeption
„Der Australier Abe Forsythe liefert mit seiner zweiten Regiearbeit einen eher unspektakulären Zombieklamauk ab, der nur schwer mit gefeierten Genreperlen wie „Shaun of the Dead“ (2004) oder „Zombieland“ (2009) mithalten kann. Dank der starken und überraschend musikalischen Performance von Oscar-Preisträgerin Lupita Nyong’o („12 Years a Slave“) vergehen die 94 Minuten aber wie im Flug. Und Josh Gad („Pixels“) sorgt als Teddy McGiggle, ein kinderhassender Entertainer und Alkoholiker, für die nötigen Gags unter der Gürtellinie.“

In Deutschland bekam der Film eine Freigabe ab 16 Jahre, in der FSK-Begründung heißt es:

„Der Film ist für Jugendliche ab 16 Jahren klar als Horrorkomödie erkennbar, die auf humorvolle Weise mit typischen Motiven des Genres spielt. Vereinzelt gibt es drastischere Gewaltszenen (v.a. bei der Tötung von Zombies), die aber stimmig in die Dramaturgie eingebettet sind und nicht reißerisch ausgespielt werden. Zudem wird die Grundstimmung des Films immer wieder durch slapstickhafte Szenen und schwarzen Humor aufgelockert. Auf Grund der erkennbar überzeichneten, realitätsfernen Geschichte lässt sich bei Zuschauern ab 16 Jahren auch eine Desensibilisierung oder eine negative Vorbildwirkung ausschließen.“

Bei Rotten Tomatoes hat der Film eine Zustimmungsrate von 80 Prozent basierend auf 127 Bewertungen, mit einer durchschnittlichen Punktzahl von 6,78/10. Bei Metacritic hat der Film eine Punktzahl von 59/100, basierend auf 19 Kritiken, was auf „gemischte oder durchschnittliche Kritiken“ hinweist.